# Hochschule für den öffentlichen Dienst in Bayern
Die Hochschule für den öffentlichen Dienst in Bayern (HföD) ist die Fachhochschule für öffentliche Verwaltung des Freistaats Bayern. Sie dient der Ausbildung der Anwärter für den Gehobenen Dienst. Träger ist das Bayerische Staatsministerium der Finanzen und für Heimat. Sie ist dem Ministerium unmittelbar nachgeordnet.

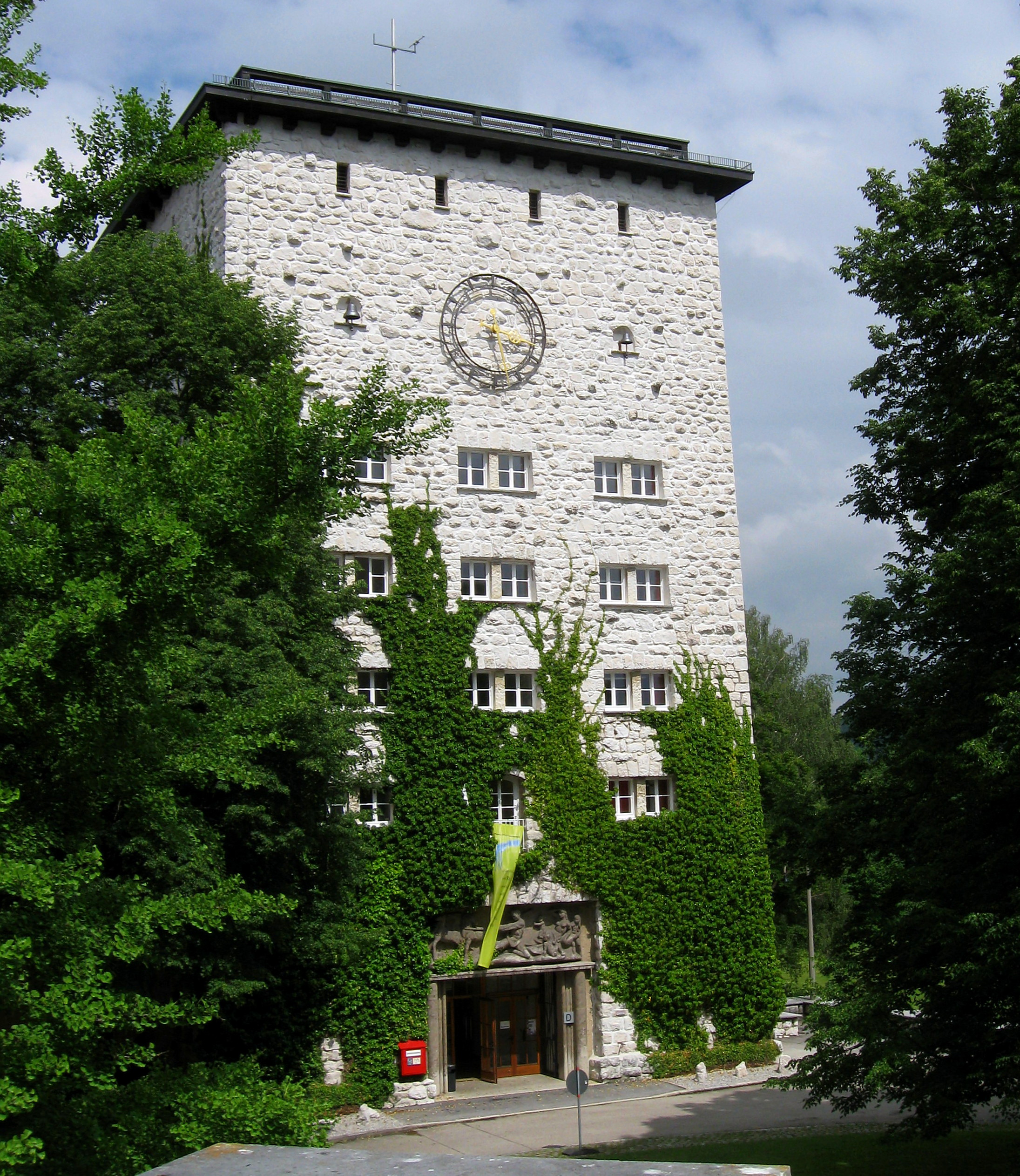
Gebäude in Herrsching aus den 1930er Jahren

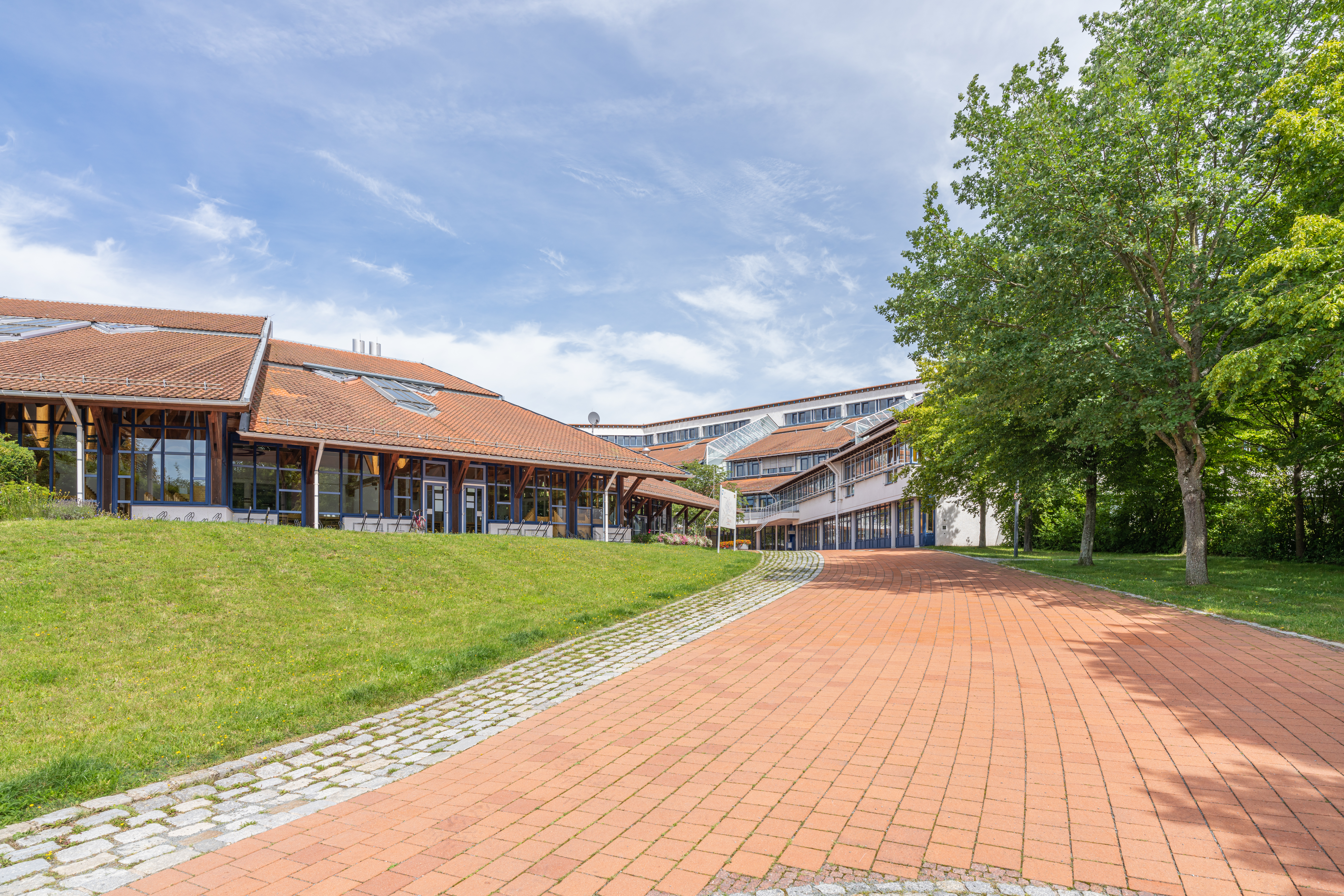
Fachbereich Allgemeine Innere Verwaltung am Campus Hof

## Geschichte
Bis 2003 Bayerische Beamtenfachhochschule (BFH), bis 2016 Fachhochschule für öffentliche Verwaltung und Rechtspflege in Bayern (BayFHVR) benannt, dient die HföD der wissenschaftlichen Ausbildung von Beamten des Gehobenen Diensts und der Fortbildung von Beamten des Gehobenen und Höheren Diensts. Während die Verwaltung der Fachhochschule ihren Sitz in München hat, sind die Fachbereiche in ganz Bayern verteilt. Die Fachhochschule entstand als solche 1974, um der Neuordnung der Beamtenausbildung des gehobenen Dienstes Rechnung zu tragen. Für den Verwaltungszweig wurde in Hof ein großer neuer Campus erstellt, während man für andere Fachbereiche Gebäude der Vorgängereinrichtungen wie die Rechtspflegerschule Starnberg sowie Teile der Polizeischule in Fürstenfeldbruck bzw. der Finanzschule in Herrsching übernahm. Die Diplom-Studiengänge sind als duale Studiengänge organisiert, bei denen außerhalb der Vorlesungszeit Praktika an verschiedenen Dienststellen abzuleisten sind. 2018 wurden in Hof neue Räumlichkeiten gebaut und bezogen.

## Fachbereiche und Standorte
- Allgemeine Innere Verwaltung (Hof)
- Archiv- und Bibliothekswesen (München)
- Finanzwesen (Herrsching am Ammersee und Kaufbeuren)
- Polizei (Fürstenfeldbruck, inklusive Außenstelle Kastl und Sulzbach-Rosenberg)[6]
- Rechtspflege (Starnberg)
- Sozialverwaltung (Wasserburg am Inn)

## Studierendenzahl
Studierendenzahl (Stand Mai 2023):
- Allgemeine Innere Verwaltung (1779, davon 1043 Frauen)
- Archiv- und Bibliothekswesen (66, davon 44 Frauen)
- Finanzwesen (1.416, davon 774 Frauen)
- Polizei (1025, davon 282 Frauen)
- Rechtspflege (301, davon 221 Frauen)
- Sozialverwaltung (305, davon 221 Frauen)

Somit ergibt sich insgesamt eine Studierendenzahl von 4892, wovon 2585 Frauen und 2307 Männer sind.

## Abschlüsse
Nach Bestehen der Studiengänge werden folgende akademische Grade verliehen:
- Diplom-Verwaltungswirt/-in (FH)
- Diplom-Verwaltungsinformatiker/-in (FH)
- Diplom-Rechtspfleger/-in (FH)
- Diplom-Archivar/-in (FH)
- Bachelor of Arts (B.A.) (früher: Diplom-Bibliothekar/-in (FH))
- Diplom-Finanzwirt/-in (FH)

## Bekannte Dozenten
- Rudolf Birkl
- Roland Böttcher
- Stefan Bosse
- Harald Fichtner, ehemaliger OB der Stadt Hof
- Susanne Hauser
- Michael Haußner
- Rainer Koch
- Friedrich Quack
- Rudolf Samper
- Kurt Stöber
- Carl-Christian Dressel, ehemaliges MdB

## Bekannte Absolventen
- Wilhelm Baumann
- Bernd Fabritius
- Manfred Jena, ehemaliges MdL (SPD)
- Thomas Heiler
- Werner Hipelius
- Erwin Huber, ehemaliger bayerischer Finanzminister (CSU)
- Gebhard Kaiser
- Manfred Ländner
- Reiner Meier
- Jan Plobner, MdB (SPD)
- Hans Podiuk
- Rudolf Peterke, MdL (CSU)
- Hermann Regensburger
- Dieter Reiter, Münchner Oberbürgermeister (SPD)
- Richard Reisinger
- Ulrich Reuter
- Hannelore Roedel
- Kurt Seggewiß, ehemaliger Oberbürgermeister (SPD) von Weiden in der Oberpfalz
- Klaus Steiner
- Peter Tomaschko
- Alexander Tritthart (Landrat des Landkreises Erlangen-Höchstadt)
- Georg Winter
- Carda Seidel, ehemalige Oberbürgermeisterin (parteilos) von Ansbach
- Thomas Deffner, Ansbacher Oberbürgermeister (CSU)
- Peter Berek, Politiker[8]